# Chlamydophytum aphyllum
Chlamydophytum aphyllum är en tvåhjärtbladig växtart som beskrevs av Gottfried Wilhelm Johannes Mildbraed. Chlamydophytum aphyllum ingår i släktet Chlamydophytum och familjen Balanophoraceae. Inga underarter finns listade i Catalogue of Life.